# Michael Hardt (Designer)
Michael B. Hardt (* 13. März 1951 in Nettetal-Kaldenkirchen) ist ein Designer, Hochschullehrer und bildender Künstler.

## Leben
Michael Hardt studierte 1970–74 bei Oskar Holweck an der Werkkunstschule Saarbrücken, dann Kommunikationsdesign bei Robert Sessler an der Hochschule für Gestaltung des Saarlandes.
Nach einer Anstellung in einem Designstudio machte er sich 1977 als Designer selbständig.
Er war 1991–94 Chairman des Bureau of European Design Associations (BEDA, europäische Dachorganisation nationaler Designerverbände) und 1995 bis 1997 Vizepräsident des International Council of Graphic Design Associations (ICOGRADA).
Nach zahlreichen internationalen Lehraufträgen u. a. am NCAD in Dublin und GDUT in Guangzhou (China) lehrte er von 2002 bis 2006 als Professor für visuelle Kommunikation an der norwegischen Kunsthochschule in Bergen (KHiB, National Academy of the Arts) und war 2009 Gastprofessor an der Universität von Lappland in Rovaniemi (Finland). Bis zu seiner Pensionierung 2018 unterrichtete er dann im Fachbereich Design an der Mittschweden Universität in Sundsvall Schweden.
Michael Hardt ist seit 2015 schwedischer Staatsbürger.
2019 verlieh ihm der BDG Berufsverband Kommunikationsdesign die Ehrenmitgliedschaft.
Er lebt und arbeitet als freier Künstler in Runåberg, einem verlassenen Waldbauerndorf in Ångermanland.